# Otto Christoph von Richter

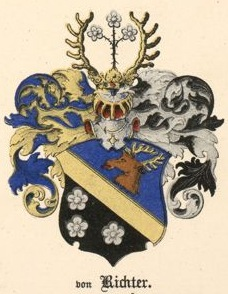
Familienwappen der von Richters

Otto Christoph von Richter (* 4. Dezember 1678; † 14. Juli 1729) war ein livländischer Landrat und Landmarschall.

## Leben
Nach seinem Studium wurde Otto Christopher 1702 Beisitzer am Landgericht in Riga. Er gehörte der Livländischen Ritterschaft an und wurde 1710 als Geisel in ein russisches Arbeitslager verschleppt. Nach seiner Freilassung im Jahre 1711 wurde er Assessor am Hofgericht und war gleichzeitig Konsistorialassistent. Von 1717 bis 1723 war er zum livländischen Landrat gewählt. Ebenfalls 1723 wurde er Regierungsrat und Mitglied der Restitutionskommission. Er war Besitzer der Güter Siggund, Schillingshof, Adamshof, Wattram, Kastran (seit 1724) und Marzingshof, die alle im livländischen Distrikt lagen. 

## Werke
Aus seinen Arbeiten, Aufsätzen und Stellungnahmen erschienen:
- Pflicht-schuldigste Freude, als der Allerdurchlauchteste, Großmächtigste und Unüberwindliche Czaar und Kayser Petrus der Erste etc. etc. etc. Anno 1721 den 30. August styli vet. Den gloreusten Frieden zu nystadt mit der Cron Schweden geschlossen hatte, und darauf am 22. October ein hoch-feyerliches Dank-Fest durch dero Majestet gantzes Reich celbriert wurde, in allertiefster Unterthänigkeit bezeuget im Nahmen ihrem Land-Marschallen Otto Christoph Richter. (Riga. 2 Bogg.Fol.)
- Kurze Nachricht von wahrer Beschaffenheit der Landgüter in Est-Lyfland und auff Oesel. Gedruckt im Jahr 1723. 23 S. 4 (nur in 50 Exx.)
- Aufsatz: Von den Rechten der liv.- u. ehstländ. Landgüter, in dess. Nord. Misc. XXII.

## Herkunft und Familie
Otto Christoph stammte aus der deutsch-baltischen Adelsfamilie von Richter, die auch in schwedischen Diensten standen. Sein Vater war der livländische Landrat und schwedische Oberst Adam von Richter (1630–1710), der mit Christina, geb. von Meck aus dem Hause Sunzel verheiratet war. Otto Christoph heiratete 1710 Catharina Witte von Schwanenberg (1682–1730). Deren Sohn war Christoph III. von Richter (1713–1762), der das Amt des livländischen Ritterschaftssekretär bekleidete und Hofgerichtsassessor war.

## Besitzungen

### Adamshof
Der Adamshof war auch unter der Bezeichnung Hilleboldshof bekannt und kann bis auf das Jahr 1401 zurückverfolgt werden. Der Kriegs-Kommissar Johann Hillebold, der noch 1682 dieses Gut besaß, verpfändete es an den Regierungsrat Otto Christoph Richter, der es mit dem Gut Siggmund vereinigte und an seine Erben weiter gab. Er war der Großvater des nachgeborenen Geheimrats und Gouverneur Christoph Adam von Richter.